# 下味原町
下味原町（しもあじはらちょう）は、大阪府大阪市天王寺区にある町名。丁番を持たない単独町名である。

## 地理
天王寺区の東部に位置し、南に東上町、北に舟橋町、西に味原町、東に東成区東小橋および生野区鶴橋と接している。町内は主に飲食店が多く占めている。

## 世帯数と人口
2019年（平成31年）3月31日現在の世帯数と人口は以下の通りである。
| 町丁     | 世帯数 | 人口 |
| -------- | ------ | ---- |
| 下味原町 | 26世帯 | 45人 |

### 人口の変遷
国勢調査による人口の推移。
| 1995年（平成7年）  | 114人 | [ 5 ] |  |
| 2000年（平成12年） | 111人 | [ 6 ] |  |
| 2005年（平成17年） | 74人  | [ 7 ] |  |
| 2010年（平成22年） | 45人  | [ 8 ] |  |
| 2015年（平成27年） | 35人  | [ 9 ] |  |

### 世帯数の変遷
国勢調査による世帯数の推移。
| 1995年（平成7年）  | 46世帯 | [ 5 ] |  |
| 2000年（平成12年） | 50世帯 | [ 6 ] |  |
| 2005年（平成17年） | 32世帯 | [ 7 ] |  |
| 2010年（平成22年） | 22世帯 | [ 8 ] |  |
| 2015年（平成27年） | 16世帯 | [ 9 ] |  |

## 事業所
2016年（平成28年）現在の経済センサス調査による事業所数と従業員数は以下の通りである。
| 町丁     | 事業所数 | 従業員数 |
| -------- | -------- | -------- |
| 下味原町 | 64事業所 | 769人    |

## 交通

### 鉄道
- 鶴橋駅
  - 近畿日本鉄道 大阪線 （所在地は生野区鶴橋であるが、駅の一部が下味原町に入っている。）
  - 西日本旅客鉄道 大阪環状線
  - Osaka Metro 千日前線

### 道路
- 大阪府道702号大阪枚岡奈良線
- 玉造筋

## その他

### 日本郵便
- 〒543-0025[3]（集配局：天王寺郵便局[11]）